# Jean-Gilles Filhol-Camas
Pour les articles homonymes, voir Filhol-Camas, Filhol et Camas (homonymie).
Jean-Gilles Filhol-Camas (Fumel, 7 décembre 1758-Trafalgar, 21 octobre 1805), est un officier de marine français.

## Biographie
Pilotin sur le Superbe (mars 1774) lors d'un voyage commercial en Chine pour la Compagnie française des Indes orientales, il effectue sur la Sainte-Anne, une campagne à l'Île-de-France (1777-1778) et entre en octobre 1778 comme volontaire sur la frégate Consolante. Il navigue alors dans l'océan Indien et reçoit en août 1780 un brevet de lieutenant de frégate. Il fait partie de l'escadre de Suffren sur les côtes de l'Inde et participe aux batailles de Trinquemalay (3 septembre 1782) et de Gondelour (20 juin 1783). 
En décembre 1784, il devient officier auxiliaire sur le Castries à l'Île-de-France et est incorporé définitivement dans la Marine royale en mai 1786 avec le grade de sous-lieutenant de vaisseau. 
Sous-aide major à Toulon (juillet 1786), il commande les premiers paquebots de la ligne menant à New York. Second du Duc-de-Normandie (1789-1790), il voyage aux Indes et est promu lieutenant de vaisseau en janvier 1792. Il sert alors sur la frégate Nymphe en Guyane. 
En mars 1793, il passe sur le Trajan (en) dans l’escadre de Villaret de Joyeuse à Brest et prend part à la bataille du 13 prairial an II (juin 1794) et à la croisière du Grand-Hiver (1794-1795). 
Capitaine de frégate (mars 1796), il embarque sur le Zélé mais est suspendu à la suite du coup d'État du 18 fructidor an V. 
Rétabli dans son grade en 1799, il est membre du vaisseau Scipion puis est placé au commandement de la Bergère (1802) au Levant. En 1803, il commande la frégate Muiron à la station de Marseille et est nommé capitaine de vaisseau en septembre. Il reçoit alors les commandes du vaisseau Berwick dans l'escadre de Villeneuve à Toulon. 
Filhol-Camas prend part à la campagne de 1805 aux Antilles et se fait remarquer lors de la bataille du rocher du Diamant à la Martinique puis au bataille du cap Finisterre (22 juillet). 
Il est tué à son poste lors de la bataille de Trafalgar, coupé en deux par un boulet ramé.

## Récompenses et distinctions
- Chevalier (5 février 1804) puis Officier de la Légion d'honneur, 14 juin 1804.